# 1001년

## 연호
- 북송(北宋) 함평(咸平) 4년
- 요(遼) 통화(統和) 19년
- 일본(日本) 조호(長保) 3년
- 전 레 왕조(前黎朝) 응티엔(應天) 8년

## 기년
- 북송(北宋) 진종(眞宗) 4년
- 요(遼) 성종(聖宗) 20년
- 고려(高麗) 목종(穆宗) 4년
- 전 레 왕조(前黎朝) 대행제(大行帝) 22년

## 사건
- 평로진(平虜鎭)에 성을 쌓음.
- 11월, 중원부(中原府)에 행차하여 풍속을 순시하였다. 왕이 지나간 주현(州縣)의 전조(田租)를 1년 동안 감해 주었다. 또한 행차가 지나가는 과정에서 왕의 행차를 접대한 주와 현의 전조를 절반으로 줄였다.

## 사망
- 고려의 장군 윤관